# Odontozona rubra
Odontozona rubra is een tienpotigensoort uit de familie van de Stenopodidae. De wetenschappelijke naam van de soort is voor het eerst geldig gepubliceerd in 1982 door Wicksten.